# دانشگاه آزاد اسلامی واحد تاکستان
دانشگاه آزاد اسلامی واحد تاکستان، در ۱۰ کیلومتری شهر تاکستان و در ۴۵ کیلومتری قزوین واقع شده‌است.
این دانشگاه شامل شش دانشکده است:
- دانشکده مهندسی مکانیک
- دانشکده علوم پایه
- دانشکده علوم انسانی
- دانشکده کشاورزی
- دانشکده حقوق
- دانشکده علوم سیاسی

همچنین دانشکده پیراپزشکی و دانشکده فنی و مهندسی نیز در این دانشگاه مراحل آخر احداث خود را طی می‌کنند.

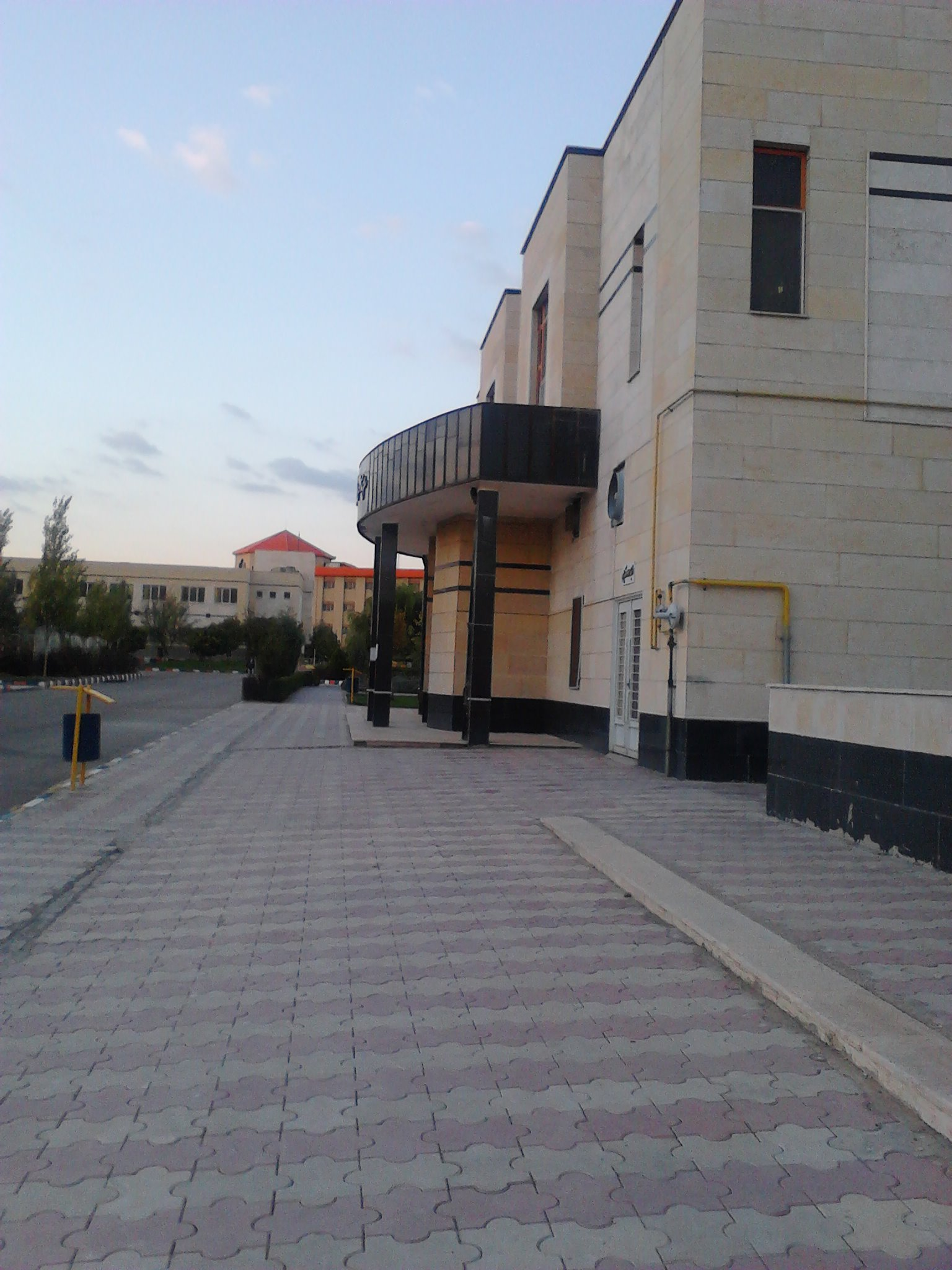
محوطه ساختمان سلف

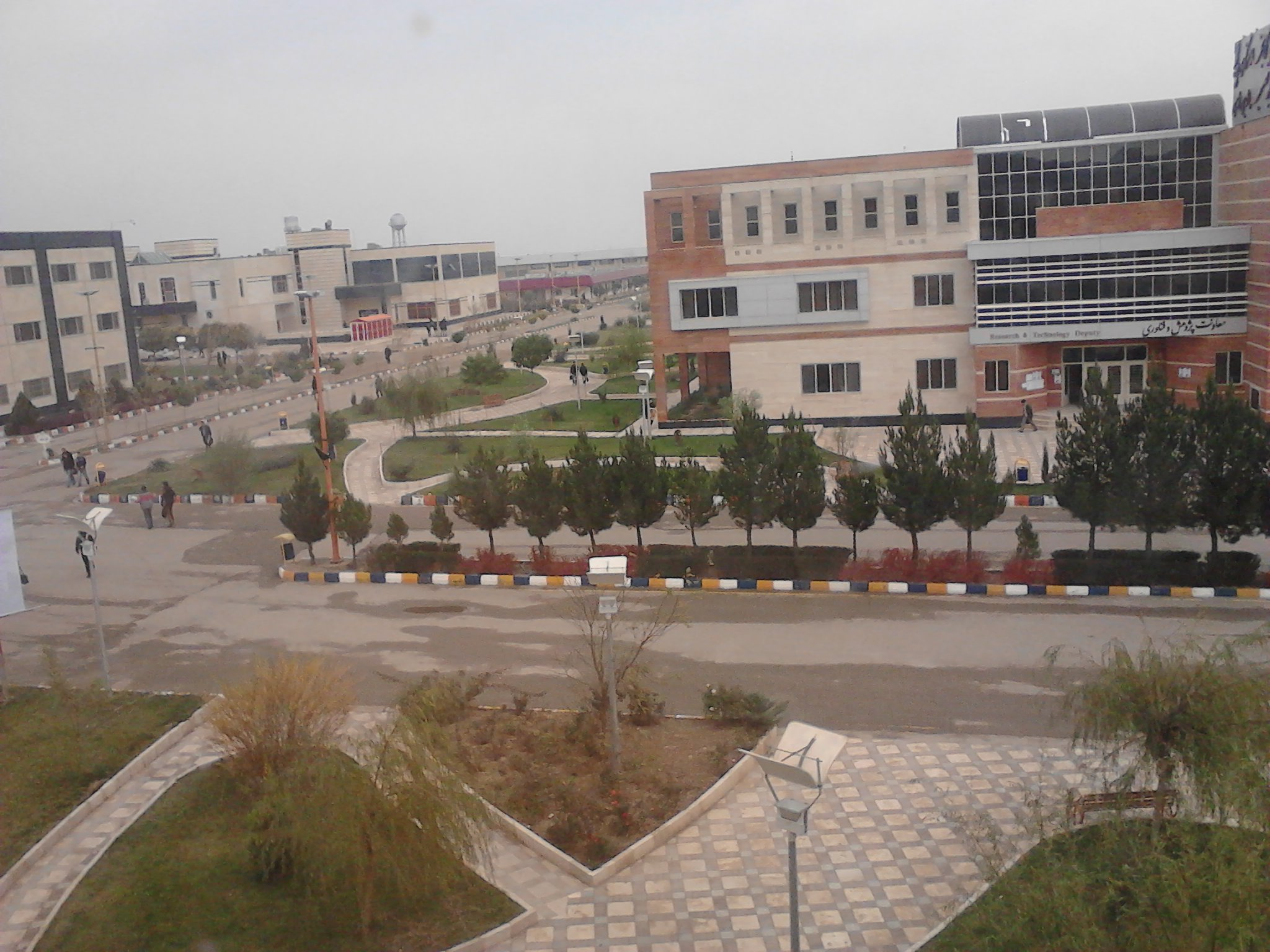
محوطه ساختمان پژوهش و فناوری

ساختمان مدیریت

## معرفی دانشگاه

### واحد تاکستان در یک نگاه
دانشگاه آزاد واحد تاکستان در ۲۶ مرداد ۱۳۶۶ تأسیس شد و با ریاست سرهنگ جهانگیر کامکار در ساختمان اداره بازرگانی راه‌اندازی گردید. واحد تاکستان نیز هم چون بسیاری دیگر از واحدهای دانشگاهی در ابتدای کار کلاس‌های خود را در مدارس شهر (مدرسه شهید رجایی و هنرستان فنی)، با ۲۵۰ دانشجو در قالب ۴ رشته تحصیلی در بهمن سال ۱۳۶۶ به صورت رسمی دایر کرد.
بعد از گذشت ۲ سال، فرمانداری زمینی در مرکز شهر در اختیار اتحادیه مرغداران شهرستان قرار داد و اتحادیه مذکور اقدام به ساخت و ساز ساختمان آموزشی کردند و آن را به فرمانداری تحویل دادند و فرمانداری نیز متعاقباً آن را به دانشگاه آزاد اسلامی تاکستان اهداء نمود که می‌توان این اقدام را نقطه عطفی در ادامه حیات دانشگاه آزاد اسلامی در تاکستان برشمرد. مسئولین وقت دانشگاه نیز با تشکیل کلاس‌های آموزشی در این ساختمان و احداث ساختمان‌های دیگر در توسعه این مرکز تلاش نمودند
سایت فعلی دانشگاه (۱۹ هکتار) خریداری و دانشکده علوم انسانی به وسعت ۸۵۰۰ متر مربع احداث و از سال ۱۳۷۵ به صورت رسمی کلیه کلاس‌های واحد در این دانشکده برگزار گردید و ساختمان‌های داخل شهر نیز به خوابگاه مرکزی خواهران اختصاص داده شد.
مجتمع دانشگاه در مساحتی بالغ بر ۱۳۲ هکتار زمین و ۹۳ هزار متر مربع بنای بهره‌برداری شده و حدود ۱۸ هزار متر مربع پروژه‌های در حال احداث و ۱۲ هزار متر مربع پروژه‌های در دست اقدام، ۲۳ هزار فارغ‌التحصیل و کمتر از هشت هزار و 350 نفر دانشجو  از مقطع کاردانی تا دکتری در قالب ۶دانشکده،۱۴۰ رشته تحصیلی،۴ مرکز تحت پوشش و ۳ مرکز تحقیقات، دارای رتبه بسیاربزرگ الف و در شرف جامع شدن می‌باشد.

## دانشکده‌ها

### دانشکده مهندسی مکانیک
این دانشگاه با دارا بودن هیأت علمی مکانیک که اکثر آن‌ها دارای مدرک دکترا می‌باشند و همچنین با در اختیار داشتن چندین استاد تمام
(پروفسور) دارای جایگاه ویژه‌ای در مهندسی مکانیک می‌باشدلازم به ذکر است که در چند سال اخیر بیشتر استادان برجسته با دانشگاه  قطع همکاری کرده‌اند.
دانشکده مهندسی مکانیک ازاد تاکستان از جمله دانشکده‌های برتر در زمینه مهندسی مکانیک در بین واحدهای دانشگاهی می‌باشد.
ریاست این دانشکده بر عهده دکتر فرشاد کاکاوند می‌باشد که دارای سوابق علمی متعددی می‌باشد.
دانشکده مکانیک یکی از قدیمی‌ترین دانشکده‌های این مجموعه آموزش بوده که از ابتدای شروع به کار این مجموعه وجود داشته‌است.
در حال حاضر این دانشکده دارای ۴ گرایش در مقطع کارشناسی ارشد
مکانیک - طراحی کاربردی
مکانیک –تبدیل انرژی
عمران - سازه
البته شایان ذکر است که مجوز دوره‌های کارشناسی ارشد مکاترونیک از سازمان مرکزی کسب شده و در آینده شاهد حضور آن خواهیم بود
لازم است ذکر شود که این دانشکده دارای دوره کارشناسی پیوسته مکانیک
جامدات – سیالات - ساخت و تولید
و کارشناسی ناپیوسته
جامدات – سیالات – ساخت و تولید – مکانیک خودرو – تأسیسات حرارتی و برودتی می‌باشد.
از جمله نکات مثبت این مجموعه وجود کارگاه‌ها و ازمایشگاه‌های مهندسی مکانیک با امکانات مناسب و همچنین هیئت علمی آن را نام برد
این دانشکده دارای هیئت علمی و همچنین استادان بسیار مجرب می‌باشد که تعداد زیادی از این استادان فارغ‌التحصیل از دانشگاهای معتبر (مانند آمریکا انگلستان فرانسه استرالیا روسیه و...) می‌باشد.

### دانشکده کشاورزی
دانشکده کشاورزی تاکستان  یکی از ۳ دانشکده برتر کشاورزی و منابع طبيعي دانشگاه آزاد است. در این گرایش ادامه تحصیل تا مقطع دکترا امکان‌پذیر است. د ر حال حاضر این دانشکده دارای ۶ گرایش در مقطع کارشناسی ارشد: زراعت، اصلاح نباتات، علف‌های هرز، ماشین‌های کشاورزی، گیاه پزشکی و حشره‌شناسی و كارشناسي ارشد مهندسي محيط زيست (گرايش هاي آمايش و ارزيابي، آلودگي هاي محيط زيست و تنوع زيستي) و نیز دارای یک گرایش در مقطع دکترای زراعت (فیزیولوژی و اکولوژی) است.
مديريت گروه رشته هاي دانشکده كشاورزي بر عهده سعید سیف‌زاده می‌باشد.
از جمله نکات مثبت این مجموعه وجود آزمایشگاه‌های گیاه‌شناسی، حشره شناسی، اصلاح نباتات وگل خانه... با امکانات مناسب و همچنین هیئت علمی مجرب می‌باشد.

### دانشکده علوم پایه
دانشکده علوم پایه در سال ۱۳۸۷ تأسیس گردیده که دارای مساحت تقریبی ۵۳۰۰ متر مربع می‌باشد. این دانشکده در حال حاضر دارای ۲۵۳۶ نفر دانشجو و ۴۱ نفر اعضای هیئت علمی می‌باشد. رشته‌های موجود در این دانشکده شامل موارد زیر است:
- ریاضی محض (کارشناسی پیوسته)
- شیمی کاربردی (کارشناسی پیوسته)
- مهندسی کامپیوتر - نرم‌افزار (کارشناسی پیوسته)
- هوافضا – هواپیما (کاردانی ناپیوسته)
- آموزش ریاضی (کارشناسی ناپیوسته)
- شیمی محض (کارشناسی پیوسته)
- مهندسی تکنولوژی نرم‌افزار (کارشناسی ناپیوسته)
- مکانیک خودرو (کاردانی پیوسته)
- ریاضی آموزش معلمان (کاردانی)
- مهندسی شیمی (کارشناسی پیوسته)
- کامپیوتر نرم‌افزار (کاردانی پیوسته)
- برق الکتروتکنیک (کاردانی پیوسته)
- علوم تجربی (آموزش معلمان)- (کاردانی)
- فیزیک (کارشناسی پیوسته)
- ساخت و تولید (کاردانی نا پیوسته)
- پرستاری (کارشناسی پیوسته)
- علوم تجربی آموزش معلمان (کارشناسی ناپیوسته)
- فیزیک حالت جامد (کارشناسی ارشد)
- ساخت و تولید (کاردانی پیوسته)

## معرفی رشته‌ها

### کارشناسی
- زیست‌شناسی سلولی-مولکولی: زیست فناوری
- آموزش و پرورش ابتدایی - ناپیوسته
- آموزش دینی و عربی - ناپیوسته
- آموزش زبان انگلیسی - ناپیوسته
- الهیات و معارف اسلامی - تاریخ و ملل اسلامی
- الهیات و معارف اسلامی - فقه و مبانی حقوق
- تربیت مترجمی زبان انگلیسی
- تربیت معلم زبان و ادبیات فارسی - ناپیوسته
- راهنمایی و مشاوره
- روانشناسی - روانشناسی عمومی
- زبانشناسی همگانی
- علمی و کاربردی حسابداری - ناپیوسته
- علوم تربیتی - مدیریت و برنامه‌ریزی آموزشی
- مدیریت بازرگانی - ناپیوسته
- مدیریت دولتی
- حقوق
- علوم سیاسی
- علوم قضایی
- تولید و بهره‌برداری از گیاهان داروئی - ناپیوسته
- علوم و صنایع غذایی
- مکانیزاسیون کشاورزی
- مهندسی تکنولوژی صنایع چوب و کاغذ
- مهندسي محيط زيست
- مهندسی تولیدات گیاهی - ناپیوسته
- مهندسی کشاورزی - باغبانی
- مهندسی کشاورزی زراعت و اصلاح نباتات
- مهندسی کشاورزی گیاه پزشکی
- مهندسی مکانیک ماشین‌های کشاورزی
- مهندسی ماشین‌های کشاورزی - ناپیوسته
- آموزش ریاضی - ناپیوسته
- آموزش علوم تجربی - ناپیوسته
- ریاضی محض
- ریاضیات و کاربردها
- شیمی محض
- شیمی کاربردی
- مهندسی شیمی
- مهندسی تکنولوژی نرم‌افزار کامپیوتر - ناپیوسته
- علوم کامپیوتر
- فیزیک
- تکنولوژی تأسیسات حرارتی و برودتی - ناپیوسته
- مهندسی تکنولوژِی ساخت و تولید - ناپیوسته
- مهندسی تکنولوژی مکانیک خودرو - ناپیوسته
- مهندسی تکنولوژی نقشه برداری - ناپیوسته
- مهندسی متالورژی و مواد - سرامیک
- مهندسی مکانیک - مکانیک
- مهندسی مکانیک - حرارت و سیالات
- مهندسی مکانیک - حرارت و سیالات - ناپیوسته
- مهندسی مکانیک - طراحی جامدات

### کارشناسی ارشد
آسیب شناسی ورزشی و حرکات اصلاحی - امدادگر ورزشی	
آموزش زبان انگلیسی	
ادیان و عرفان	
اگرواکولوژی	
اگروتکنولوژی - علوم علف های هرز	
اگروتکنولوژی - فیزیولوژی گیاهان زراعی	
بیماری شناسی گیاهی	
تاریخ و تمدن ملل اسلامی	
تاریخ و فلسفه آموزش و پرورش - تعلیم و تربیت اسلامی	
حسابداری	
حشره شناسی کشاورزی	
حقوق جزا و جرم شناسی	
حقوق خصوصی	
ریاضی کاربردی - بهینه سازی
ریاضی محض-آنالیز	
زبان وادبیات فارسی	
زبان شناسی همگانی	
ژنتیک و به نژادی گیاهی	
شیمی -شیمی آلی	
شیمی -شیمی فیزیک	
علوم سیاسی	
علوم و مهندسی محیط زیست - ارزیابی و آمایش سرزمین	
فقه و مبانی حقوق اسلامی	
فیزیک - فیزیک ماده چگال	
مدیریت آموزشی	
مدیریت ورزشی-مدیریت بازاریابی در ورزش	
مهندسی پزشکی - بیومکانیک	
مهندسی انرژی های تجدیدپذیر	
مهندسی سیستم های انرژی - سیستم های انرژی	
مهندسی عمران - سازه	
مهندسی مکانیزاسیون کشاورزی - انرژی	
مهندسی مکانیزاسیون کشاورزی - بازیافت و مدیریت پسماند
مهندسی مکانیزاسیون کشاورزی - مدیریت و تحلیل سامانه ها	
مهندسی مکانیک - تبدیل انرژی
مهندسی مکانیک -طراحی کاربردی	
مهندسی مکانیک بیوسیستم - انرژی های تجدید پذیر	
مهندسی مکانیک بیوسیستم - طراحی و ساخت	
مهندسی مکانیک بیوسیستم - فناوری پس از برداشت	
میکروبیولوژی - زیست شناسی میکروب های بیماری زا

### کارشناسی ناپیوسته
آموزش زبان انگلیسی	
آموزش دینی و عربی	
آموزش ریاضی	
آموزش و پرورش ابتدایی	
تربیت بدنی و علوم ورزشی-مدیریت و برنامه ریزی تربیت بدنی	
تربیت دبیر تربیت بدنی و علوم ورزشی	
تولید و بهره برداری از گیاهان دارویی و معطر	
حسابداری	کارشناسی ناپیوسته	تمام وقت
سخت افزار کامپیوتر	کارشناسی ناپیوسته	تمام وقت
کارشناسی حرفه ای حقوق - حقوق ثبتی	کارشناسی ناپیوسته	تمام وقت
کارشناسی حرفه ای گرافیک - تصویرسازی	کارشناسی ناپیوسته	تمام وقت
مدیریت بازرگانی	
مدیریت دولتی	
معماری	
مهندسی تولیدات گیاهی	
مهندسی آبیاری	
مهندسی اجرایی عمران	
مهندسی تکنولوژی الکترونیک	
مهندسی تکنولوژی برق - قدرت	
مهندسی تکنولوژی صنایع چوب و کاغذ - سازه های چوبی	
مهندسی فناوری ساخت و تولید - قالبسازی	
مهندسی فناوری عمران - نقشه برداری	
مهندسی فناوری مکانیک - تاسیسات حرارتی و برودتی	
مهندسی فناوری مکانیک خودرو	
مهندسی ماشین های کشاورزی	
مهندسی منابع طبیعی - محیط زیست	
مهندسی نرم افزار کامپیوتر	

### =کاردانی پیوسته
الکتروتکنیک	
تربیت بدنی	
حسابداری	
ساخت و تولید	
فناوری تولیدات باغی	
فناوری تولیدات زراعی	
گرافیک-گرافیک	
معماری	
مکانیک خودرو	
نرم افزار کامپیوتر

### کاردانی ناپیوسته
تربیت معلم آموزش ریاضی	
تربیت معلم آموزش علوم تجربی	
تکنولوژی تولیدات گیاهی	
کاردان فنی تاسیسات تهویه و تبرید	
کاردانی آموزش دینی و عربی	
کاردانی آموزش زبان انگلیسی	
کاردانی آموزش و پرورش ابتدایی	
کاردانی آموزش و پرورش کودکان استثنایی	
کاردانی امور تربیتی	
کاردانی تکنولوژی آبیاری	
کاردانی تولید و بهره برداری از گیاهان دارویی و معطر	
کاردانی علوم ورزشی	
کاردانی فنی تعمیر و نگهداری هواپیما	
کاردانی فنی مکانیک	
کاردانی فنی مکانیک - ماشین افزار	
کاردانی فنی نقشه کشی صنعتی	
کاردانی مترجمی زبان انگلیسی

### دکتری
- ادیان و عرفان تطبیقی
- زراعت- اکولوژی
- زراعت-فیزیولوژی
- مکانیک-طراحی جامدات
- مکانیک- تبدیل انرژی
- مکانیک ماشین آلات کشاورزی
- مکانیزاسیون کشاورزی
- فیزیک
- تاریخ و تمدن ملل اسلامی
- علوم سیاسی
- زبان شناسی

## پژوهش

### درباره پژوهش دانشگاه
یکی از اهداف راهبردی مراکز دانشگاهی تعمیق و گسترش عرصه پژوهش و تلفیق تئوری و عمل یا کاربست نظریه در عمل می‌باشد. در واقع بنای علم برستون پژوهش استوار گردیده و تحولات نوین در هر حوزه مدیون این سنت حسنه است. معاونت پژوهشی این واحد نیز در تمام سال‌ها تلاش داشته تا با توجه به این مهم در راستای سیاست‌های کلان دانشگاه گام بردارد. اهتمام این معاونت بر ایجاد بستر فعالیت‌های علمی و تشویق پروژه‌های پژوهشی با رویکرد ارتباط وتعامل با مراکز صنعتی و به تعبیری تجاری‌سازی تحقیقات بوده‌است.

### مجلات علمی و نشربات دانشگاه
نشریات همگی دارای رتبه بندی علمی می‌باشند و در حال حاضر چهار نشریه زیر در حال فعالیت هستند.
- تحقیقات مکانیک کاربردی
- پژوهش‌های سیاسی و بین‌المللی
- پژوهش نامهٔ کشاورزی
- مهندسی زیست سامانه

### مراکز تحقیقاتی دانشگاه
دانشگاه در دو رشته که پتانسیل بالای علمی در بین دانشجویان آن وجود دارد مراکز تحقیقاتی دایر نموده است:
- مرکز تحقیقات مکانیک کاربردی
- مرکز تحقیقات کشاورزی
- مرکز تحقیقات نانو فن آوری
- کلینیک پژوهشی انرژی ERC

### کتابخانه
کتابخانه مرکزی دانشگاه آزاد واحد تاکستان که از زمان تأسیس سال ۱۳۷۰دانشگاه شروع به فعالیت نموده، در حال حاضر درمحوطه اصلی دانشگاه با محیطی آرام و در ساختمانی مجزا واقع شده که دارای دو طبقه و ۲ سالن مطالعه مستقل برای خواهران وبرادران می‌باشد. مساحت کتابخانه در حدود ۳۰۰۰ متر مربع می‌باشد که ۵۹۶ متر مربع آن مختص سالن‌های مطالعه، ۷۵۰ متر مربعآن مربوط به مخزن کتاب‌های فارسی و لاتین و ۲۵۲ متر مربع آن مربوط به بخش مرجع که شامل کتاب‌های مرجع، پایان‌نامه و نشریاتادواری می‌باشد رده بندی کتاب‌های کتابخانه برا ساس نظام رده‌بندی کنگره، منابع چاپی و غیر چاپی در همه زمینه‌های علوم بشری است.
این کتابخانه دارای ۷۰۰۰۰ جلد کتاب می‌باشد، کتابخانه مرکزی دارای ۷۵۰۰نفر عضو و در مجموع کل تعداد ۳۵۵۰نفر عضویت فعال می‌باشند. بخش‌های مختلف کتابخانه شامل:خدمات فنی، خدمات کتابداری در قمست مخزن و مرجع می‌باشد.
این کتابخانه با استفاده از امکانات موجود، اهداف و وظایف زیر را به عهده دارد:
1. ارائه خدمات کتابخانه‌ای به مراجعین در زمینه‌های مختلف از جمله کتاب، نشریات ادواری، پایان‌نامه‌ها و طرح‌های پژوهشی.
2. اطلاع رسانی در زمینه استفاده از منابع الکترونیکی.
3. برنامه‌ریزی و انجام اقدام لازم برای انطباق وضعیت و خدمات کتابخانه با آخرین استانداردهای موجود در این زمینه.
4. پیش‌بینی تسهیلات لازم برای استفاده هر چه بیشتر استفاده‌کنندگان از منابع موجود در کتابخانه.
5. شناسایی نیازهای اطلاعاتی مراجعه‌کنندگان و تهیه منابع موردنیاز آن‌ها.
6. همکاری با گروه‌های پژوهشی برای اجرای بهتر روش‌ها و استانداردهای جدید در زمینه امور کتابخانه.
7. به‌روز کردن کتاب‌های موردنیاز دانشجویان

## واحدهای زیر مجموعه

### مرکز اسفرورین
دانشگاه آزاد مرکز اسفرورین در سال ۱۳۸۹ گشایش و در مهرماه همان سال اقدام به پذیرش دانشجو در رشته مهندسی برق، عمران، علوم قضایی، حسابداری، تربیت بدنی و آموزش ابتدایی در مقاطع کاردانی و کارشناسی نموده است، در حال حاضر فضای اداری و آموزشی دانشگاه به‌صورت استیجاری در دو ساختمان و مرکز آموزشی در یک واحد آموزش و پرورش اسفرورین استقرار دارد. دو قطعه زمین به مساحت پنج هکتار و دو هزار متر مربع از سوی خیرین شهر جهت احداث بنای ساختمان در اختیار هیأت امنای دانشگاه گذاشته شده‌است. 

### مرکز خرمدشت
این مرکز در سال ۱۳۹۰ گشایش یافت و در همان سال اقدام به پذیرش دانشجو در رشته تربیت بدنی، کامپیوترو حسابداری نمود.

## امکانات
این دانشگاه دارای دو سوله ورزشی امام علی و امام حسن و یک زمین فوتبال چمن، سالن کشتی، سالن بدنسازی، زمین بسکتبال، زمین فوتسال، زمین تنیس و زمین والیبال استاندارد است، یک استخر مدرن با تمام تجهیزات نیز در ضلع جنوبی دانشگاه در حال احداث می‌باشد. دانشگاه همچنین دارای فضای سبز بسیار وسیع و زیبا بوده که در هر گوشه از آن آلاچیق‌هایی برای نشستن دانشجویان قرار داده شده و همچنین پارکینگ اختصاصی خودرو برای استادان و دانشجویان دارد.
دانشگاه دارای یک بانک (ملی) در داخل خود است. همچنین دارای ساختمان بزرگ کتابخانه مرکزی، سایت مرکزی و مسجد بزرگ پیامبر اعظم (ص) که به سبک مساجد دوران صفویان ساخته شده‌است می‌باشد. در داخل دانشگاه یک مهمانسرا با امکانات رفاهی برای اقامت استادان وجود دارد. ساختمان مدیریت دانشگاه نیز یکی از بزرگترین و زیباترین ساختمان‌های این دانشگاه است. علاوه بر آن دارای آزمایشگاه‌های مکانیک، فیزیک، اندازه‌گیری، کشاورزی، شیمی، کارگاه ماشین ابزار، کارگاه ریخته‌گری و کارگاه برق الکترونیک، الکتروتکنیک و کارگاه تأسیسات گرمایشی و سرمایشی می‌باشد. دانشگاه دارای سلف مجزا برای دانشجویان پسر و دختر می‌باشد و سلف استادان نیز مجزا است. ساختمان سلف دارای دو طبقه‌است که طبقه بالایی آن بوفه و طبقه پایینی آن ویژه آقایان است. رزرو غذا به صورت الکترونیکی و اینترنتی است و دانشجویان هر یک دارای یک کارت غذای دیجیتال می‌باشند. علاوه بر آن دانشگاه دارای  بوفه برای آقایان  می‌باشد. در این دانشگاه حدودآ ۳۰ ساختمان شامل سایت اداری، دانشکده‌ها، آزمایشگاه‌ها و ساختمان‌های جانبی وجود دارد.

## انجمن‌ها
- انجمن علمی مهندسی مکانیک
- انجمن علمی مهندسی ساخت و تولید
- انجمن علمی مهندسی تاسیسات حرارتی و برودتی
- انجمن علمی مهندسی کشاورزی
- انجمن علمی مهندسی گیاهان دارویی
- انجمن علمی علوم سیاسی
- انجمن علمی فقه و مبانی حقوق
- انجمن علمی مترجمی زبان انگلیسی
- انجمن علمی ادبیات فارسی
- انجمن علمی آموزش ابتدایی
- انجمن علمی فیزیک
- انجمن علمی انجمن علوم تجربی
- انجمن علمی ریاضی
- انجمن علمی شیمی
- انجمن علمی روانشناسی

## ریاست دانشگاه
سرپرست دانشگاه آزاد جنوب و غرب استان قزوین (واحد تاکستان و بوئین زهرا) دکتر رضا شعبان نژاد است.

## نشانی دانشگاه
استان قزوین، تاکستان، کیلومتر ۵ جاده همدان، نرسیده به سه راهی شامی شاپ، مجتمع آموزشی دانشگاه آزاد اسلامی واحد تاکستان. صندوق پستی: ۴۶۶-۱۹۵۸۵ تلفن واحد: ۷-۵۲۷۰۱۳۰-۰۲۸3 دورنگار: ۵۲۷۰۱۶۵-۰۲۸3